# 利奥波德礼堂

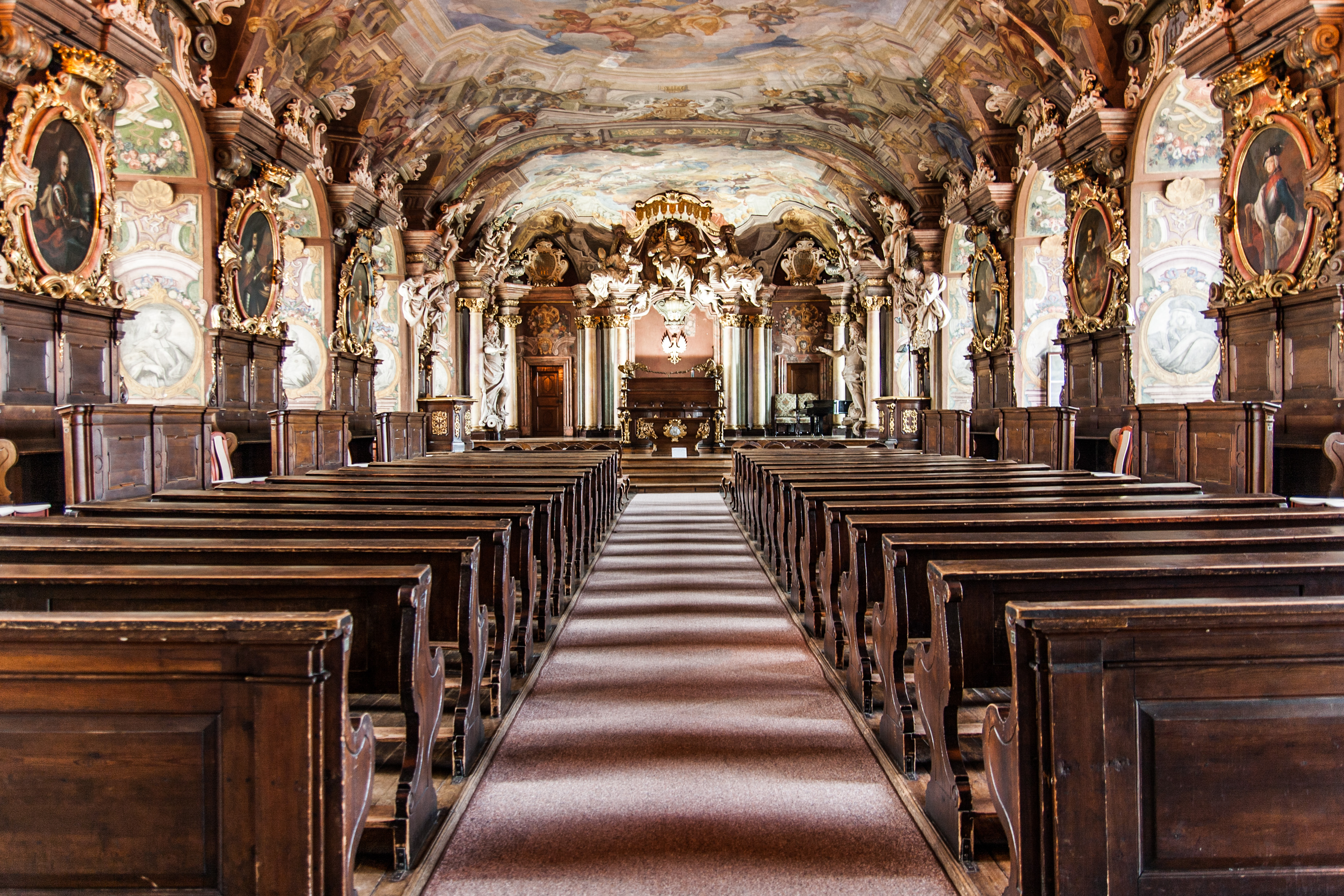
礼堂全景

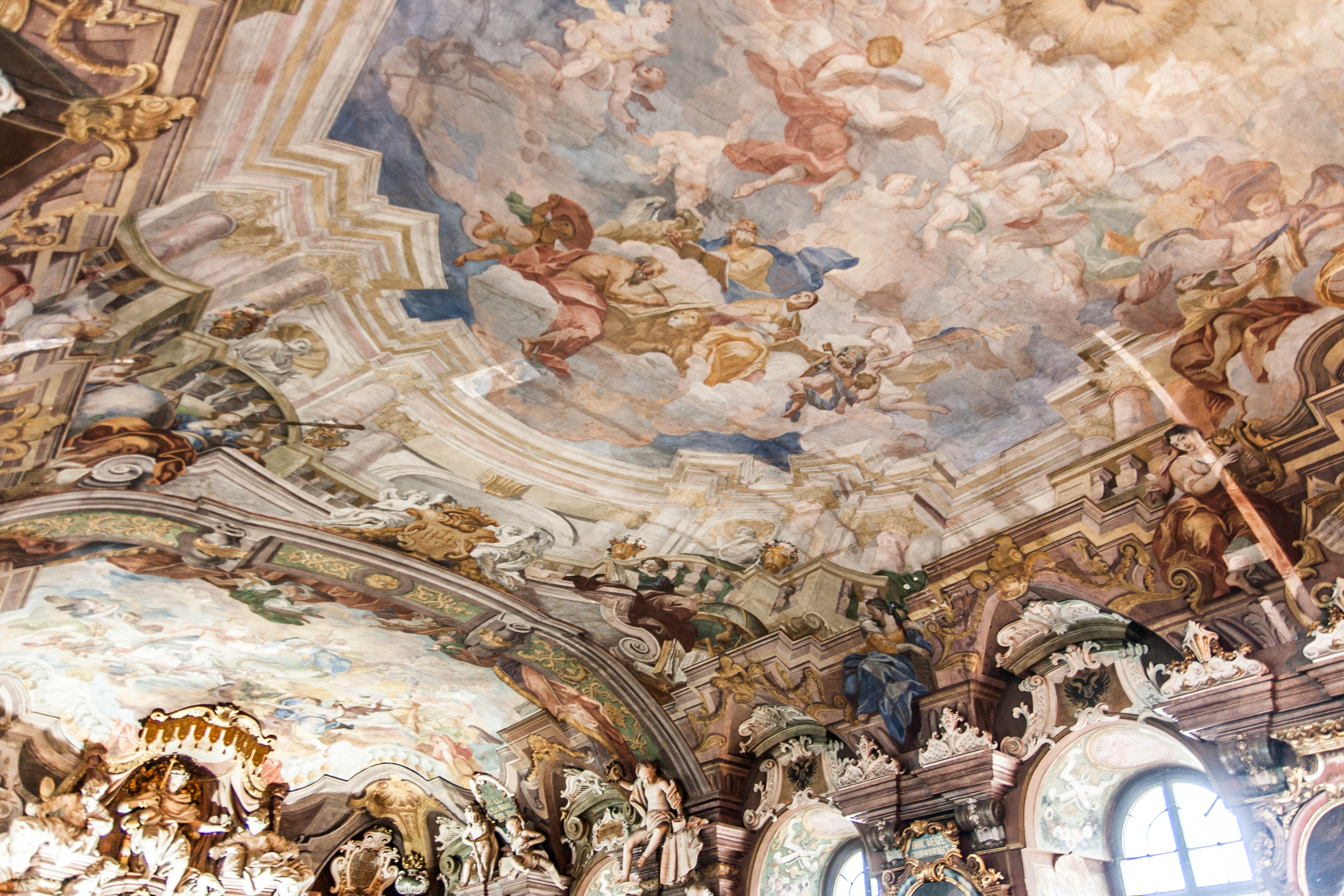
天花板上布满了壁画

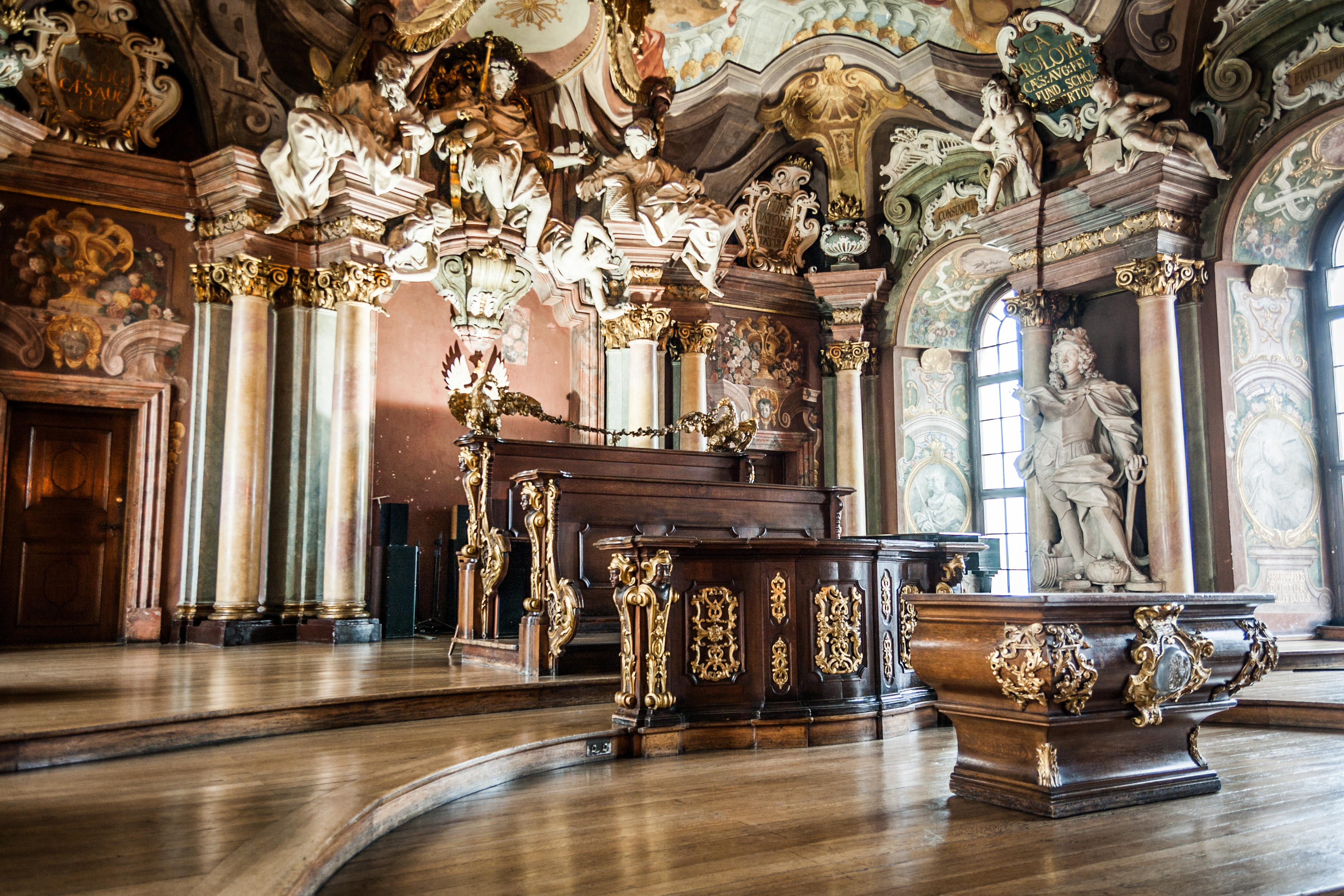
领奖台景观

利奥波德礼堂（Aula Leopoldina）是弗罗茨瓦夫大学主楼内的一个礼堂，建于1728年至1732年。其名称为了纪念这所大学的创始人，神圣罗马皇帝利奥波德一世。礼堂拥有极为富丽堂皇的巴洛克风格的装饰，包括阿尔布雷希特·西格维茨的粉饰灰泥、约翰·克里斯托夫·汉德克的湿壁画和克日什托夫·霍兰德的木雕。
内部为一个略微向西缩窄的梯形，分为讲台和报告厅两部分。入口上方放置了一个画廊。讲台中央有一组雕塑，利奥波德一世坐在宝座上，其次是谨慎（带镜子的老人）和预防（带蜂箱的女人）。下图：皇帝拒绝接受不和（头发凌乱的女人）和愚蠢（长着驴耳朵的年轻人）。在讲台两侧的立柱下，放置着他的儿子的雕像：约瑟夫一世和查理六世。
在礼堂上方，一幅巨大的壁画展示了神格化的上帝智慧，代表当时科学和艺术的所有知识的源泉。较小的壁画描绘古代和现代（直到17世纪）的学者。墙上挂着十六幅肖像画，描绘的是在大学建校早期的耶稣会会士。其中八幅肖像在1997年被盗，只有两幅被找回，其余的由被盗作品的复制品所取代。礼堂入口处的大门极为富丽堂皇，雕刻精美。天花板壁画描绘的寓言人物，包括西里西亚、奥得河和布雷斯劳。房间的地板铺着大理石板。在随后的战争和城市围困中，利奥波德礼堂没有遭受重大损失。
利奥波德礼堂目前主要用作大学博物馆的一部分，以及庆祝大学重要庆祝活动的场所。
2015年，礼堂大修和翻新工程开始，持续到2018年，包括加固天花板，以及翻新绘画、壁画、灰泥、雕刻等。资金主要来自市政府，部分费用由大学本身、下西里西亚自治政府和德国政府承担。